# Esellaine
Die Esellaine, in ihrem Oberlauf Lainegraben genannt, ist ein Bach in den Ammergauer Alpen in der Gemeinde Oberammergau im Landkreis Garmisch-Partenkirchen in Bayern. Er ist etwa drei Kilometer lang, hat ein Einzugsgebiet von etwa 2,3 Quadratkilometern und mündet in die Große Laine.

## Verlauf

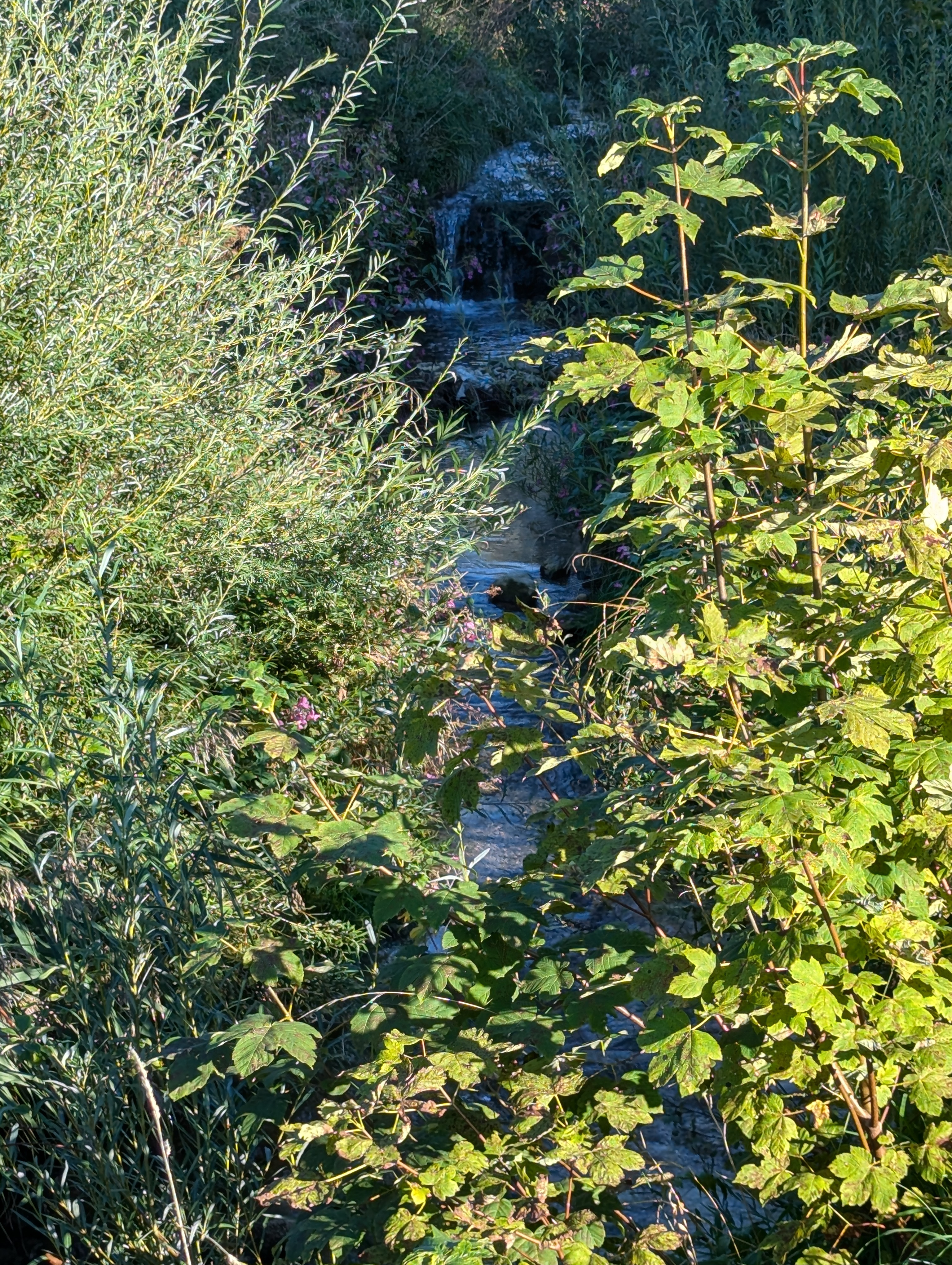
Esellaine

Der Lainegraben entspringt am Aufacker etwa 200 Meter südwestlich des Gipfels des Großen Aufackers auf einer Höhe von etwa 1400 m ü. NHN.  Von seinem Austritt aus dem Bergwald ab wird er Esellaine genannt. Der Bach läuft durch die Bergwiesen und im Talgrund in Richtung Westen parallel zum nördlichen Ortsrand von Oberammergau. Dort mündet er auf einer Höhe von 833 m ü. NHN von rechts in die Große Laine, etwa 200 Meter oberhalb der Stelle, an der diese in die Ammer mündet.

## Zuflüsse
Auf seinem Verlauf ins Tal fließen dem Lainegraben beidseitig mehrere kleine Bäche zu. Im Talgrund mündet der Kainzengraben am Ortsrand von Oberammergau von links in die Esellaine.